# Florent Du Bois de La Villerabel

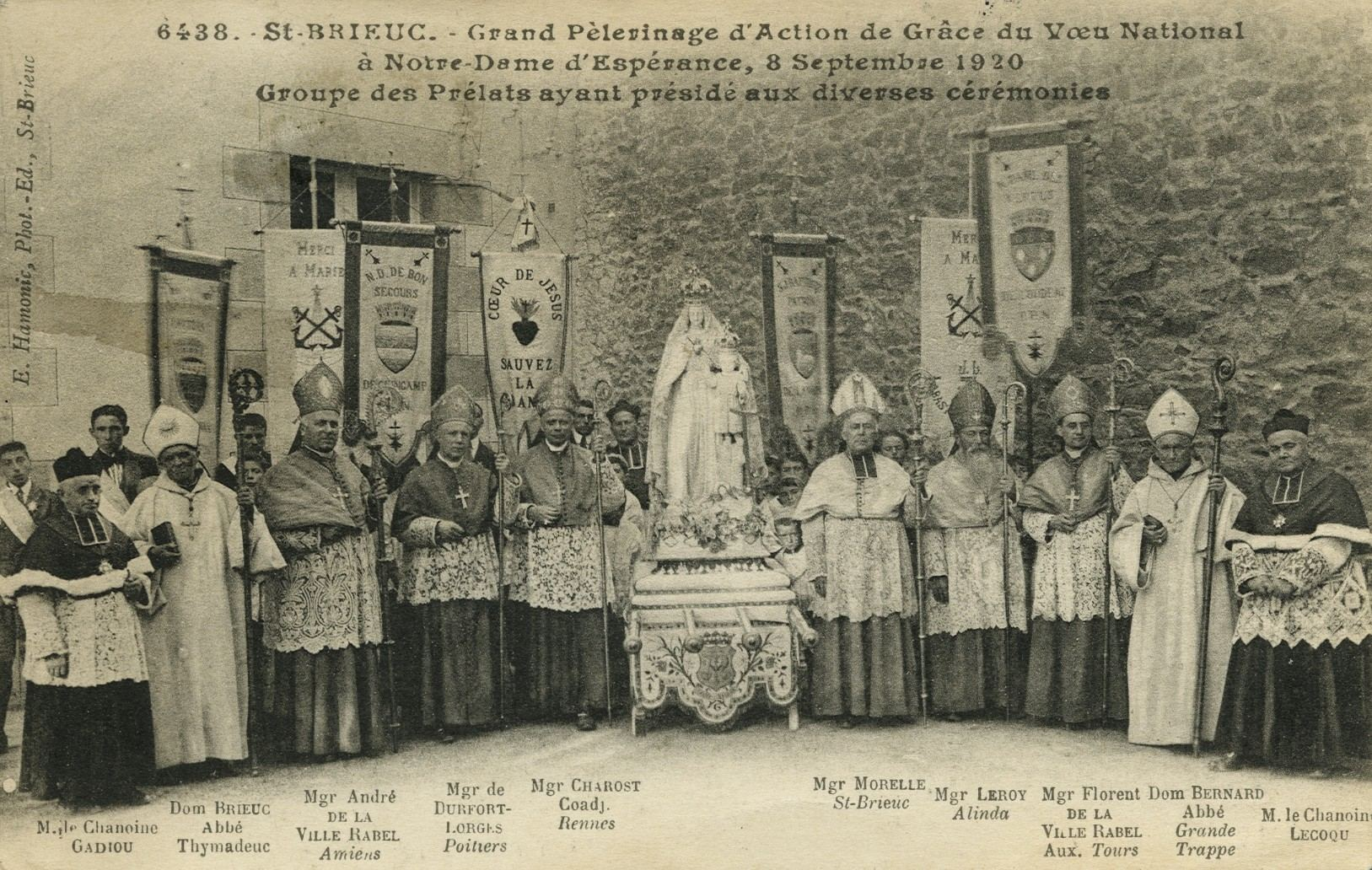
Weihbischof Florent Du Bois de La Villerabel 1920 (dritter von rechts)

Florent Du Bois de La Villerabel (* 29. September 1877 in Saint-Brieuc; † 7. Februar 1951 ebenda) war ein französischer römisch-katholischer Geistlicher und Erzbischof. Er ist nicht zu verwechseln mit seinem Vetter Erzbischof André Du Bois de La Villerabel von Rouen.

## Leben
Florent Du Bois de La Villerabel gehörte dem bretonischen Adel an und wuchs im Bistum Saint-Brieuc auf. Ab 1895 studierte er am Französischen Seminar in Rom und wurde 1900 zum Priester geweiht. Von 1915 bis 1920 war er Generalvikar im Bistum Amiens, von 1920 bis 1921 Weihbischof in Tours (sowie Titularbischof von Aenus), von 1922 bis 1940 Bischof von Annecy, von 1940 bis 1944 Erzbischof von Aix-en-Provence und von 1944 bis zu seinem Tod wieder Titularbischof von Aenus.
Als Papst Pius XI. 1926 die Action française verurteilte, hatte die Mehrheit der französischen Katholiken Mühe, diesen Schritt zu verstehen, weil sie nationalistisch, traditionalistisch und antimodernistisch dachte, was sich in der Dreyfusaffäre deutlich gezeigt hatte. Zu dieser Mehrheit gehörte Bischof Du Bois. Im Unterschied zur Mehrheit, die sich nach und nach der päpstlichen Sicht anpasste, beharrte Du Bois auf seiner republikfeindlichen Einstellung.
Deshalb begrüßte er 1940 überschwänglich das Vichy-Regime unter dem von ihm geradezu mystisch verehrten Pétain, den er mit Jeanne d’Arc gleichsetzte und als Finger Gottes betrachtete. Wie ein neuer Bossuet beschwor er in Predigten die neue Heilsgeschichte Frankreichs und sah in De Gaulle den Führer des „Gegen-Frankreich“ (Anti-France). Zu den Höhepunkten dieses explizit politischen Engagements gehörte am 19. September 1942, also nach der Rafle du Vélodrome d’Hiver und nach der Verhaftungswelle der Juden in der Freien Zone am 26. August, die manche Bischöfe zum offenen Protest geführt hatte, eine Ergebenheitsadresse an Pétain, die außer ihm auch von Bischof Gaudel von Fréjus, Bischof Rémond von Nizza, Bischof Pierre Rivière von Monaco sowie den Äbten der Abteien Lérins (François d’Assise Causse, 1875–1945) und Frigolet (Léon Perrier) unterzeichnet war. Für diese Linientreue wurde Bischof Du Bois am 30. Oktober 1943 mit dem Orden der gallischen Francisque belohnt, wozu er einen Eid schwören musste, der lautete: „Ich schenke meine Person dem Marschall Pétain, so wie er die seinige Frankreich zum Geschenk gemacht hat. Ich verpflichte mich, seinen Befehlen zu folgen und seiner Person und seinem Werk treu zu dienen.“
Im Zuge des Vorrückens der Alliierten und der Machtergreifung der Résistance wurde er Gegenstand der sogenannten Säuberung des öffentlichen Lebens und war vom Tod bedroht. Deshalb dankte er am 13. Dezember 1944 ab und floh. Er ließ sich in der heimatlichen Bretagne nieder und starb dort 1951 im Alter von 73 Jahren.

## Veröffentlichungen
- Le bienheureux Charles de Blois, duc de Bretagne (1319–1364). L. Bahon-Rault, Rennes 1910.